# Alberto Wolfgang de Brandeburgo-Bayreuth
Alberto Wolfgang de Brandeburgo-Bayreuth (8 de diciembre de 1689 en Sulzbürg, ahora parte de Mühlhausen - 29 de junio de 1734 en Parma) fue margrave de Brandeburgo-Bayreuth de la línea lateral de Kulmbach-Bayreuth de la rama francona de la Casa de Hohenzollern. Sirvió como general en el ejército imperial.

## Biografía
Alberto Wolfgang era el segundo hijo varón del margrave Cristián Enrique de Brandeburgo-Bayreuth (1661-1708) de su matrimonio con Sofía Cristiana (1667-1737), la hija del Conde Alberto Federico de Wolfstein en Sulzbürg. Él y su hermano mayor Jorge Federico Carlos se criaron en Bielefeld. Estudiaron juntos en la Universidad de Utrecht. Después de su Grand Tour, que lo llevó a Francia, Inglaterra e Italia, ingresó en el servicio Imperial.

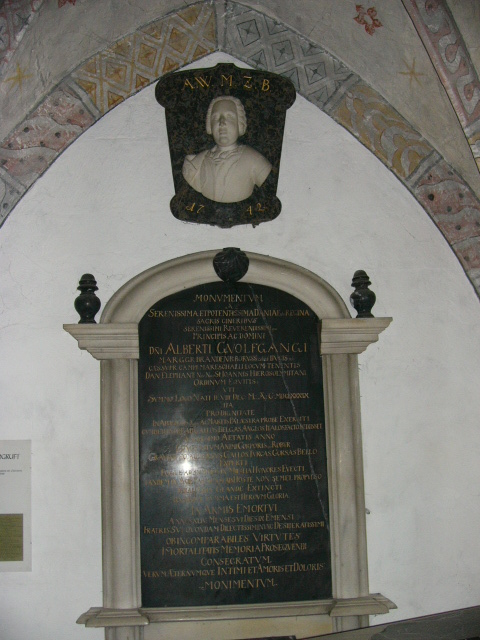
Su tumba en la abadía de Himmelskron.

Durante su carrera militar alcanzó el rango de Teniente General. Él y el mariscal de campo Claude Florimond de Mercy murieron durante una ataque al castillo de Crocetta en Parma. Inicialmente fue enterrado en Bayreuth; en 1742, su cuerpo fue trasladado a la abadía de Himmelskron, donde su hermana, la reina Sofía Magdalena de Dinamarca erigió un monumento para conmemorarlo.